# 土龜重型突擊坦克
土龜重型突擊坦克（英軍定名為） 型號編為A39，是英国于二战末期所开发的超重型驅逐戰車，最終並未量產。其發展目的是為突破戰場上的堅固防護地區。在設計上裝甲保護反而優於機動性。

## 開發過程

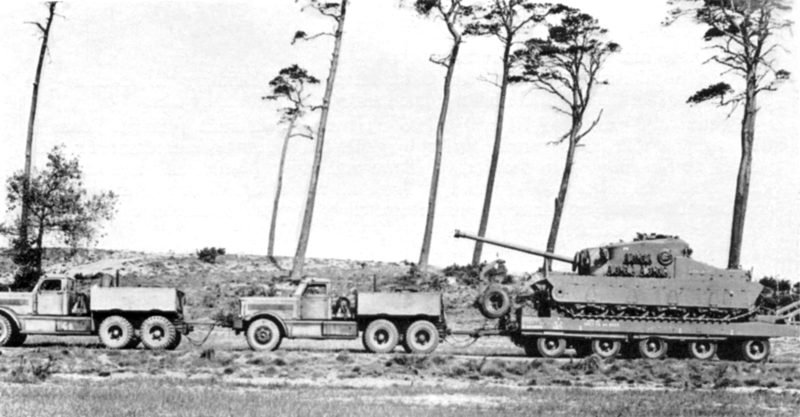
駐萊茵河英軍（BAOR），用於測試的土龜重型突擊坦克被置於拖車上運送，1948年

1943年早期，盟軍為了要對付躲於如齊格菲防線等的大型永久防護工事攻擊的敵軍，決定即時開發一種以防護力為首、專門作突擊用途重型坦克。早期以克倫威爾坦克的衍生型奮進者坦克（Excelsior）及華倫泰坦克衍生型勇士坦克（Valiant）作設計概念。
1943年4月，英國國務卿及軍需部發出開發重型突擊坦克但規格含糊聯合備忘錄，定位為在重型防護地區使用的特別用途車輛，預定裝備給英國陸軍第79裝甲師。英國汽車生產商納菲爾特（Nuffield Organisation）在1943年5月至1944年2月間共設計出18個版本（AT1至AT18），每一個後續版本都比前者更為重型及大型，至1944年2月英國戰爭辦公室決定以AT16版本為標準不經原型直接生產25輛，預定在1945年9月服役，至二戰完結時只生產了6輛，其中1輛送至德國給駐萊茵河英軍作測試，雖然火力強大，但因為太重不適合戰場上需要的高度機動性而沒有量產。

## 設計
土龜重型突擊坦克採用固定炮塔，外型類似德國的突擊炮，主炮為一門改良自QF 3.7吋防空炮的QF 32磅炮（94毫米口徑），所發射的是彈體與發射藥分裝的分離式彈藥，搭配披帽穿甲彈（APCBC）的32磅炮彈（14.5公斤），在測試時發現可在1000碼擊穿德軍的豹式坦克。防護力亦是本車的設計重點，為了抵擋德軍的88毫米炮，正面裝甲厚達228毫米，炮盾裝甲也作強化，另外再配同軸機槍、車頭機槍及防空機槍各一門，不過78噸的重量加上只有600匹馬力的汽油引擎令行走速度奇低，而且難以運送，就算能在二戰完結前裝備，也難以伴隨友軍裝甲部隊前進。

## 外部連結
- 武裝焦點 - A39土龜重攻擊坦克諸元 （页面存档备份，存于）, 圖片 （页面存档备份，存于）
- 土龜之路
- Photos of A39 Tortoise at Bovington Museum
- Armor in Focus - A39 Tortoise Heavy Assault Tank Specifications （页面存档备份，存于）, Pictures （页面存档备份，存于）
- A39 Tortoise at World War II Vehicles